# 정읍한국병원
정읍한국병원은 2022년 9월에 전북특별자치도 서남권 정읍시에 설립된 병원이다.

## 진료과목
- 내과
- 정형외과
- 신경외과
- 외과
- 신경과
- 산부인과

## 연혁
- 2021년 7월 병원공사 착공
- 2022년 9월 병원완공 및 개원
- 2022년 11월 채용신체검사의료기관 지정
- 2022년 12월 산업재해지정 의료기관 지정
- 2023년 3월 신경과 치매안심센터 협력의사 위촉
- 2023년 4월 질병관리청 잠복혈액감염 치료 의료기관 지정
- 2023년 10월 건강보험심사평가원 급성하기도 감염상성제 적정성 평가 1등급 달성
- 2024년 6월 별관증축공사 착공
- 2023년 9월 진단검사의학과 우수검사실 신임인증